# パートソング
パートソング（part song、part-songまたはpartsong）は、合唱曲の形式の一つ。世俗的な歌曲として書かれるもので、多くの場合は混声合唱のための楽曲となるが、男声合唱、女声合唱のための楽曲も存在する。マドリガーレのように対位法的なものではなく、大抵の場合主として最高音部が旋律を担い、他の声部が和声を担当するというホモフォニックな形態をとる。パートソングは特に伴奏楽器が明示されない限りは、ア・カペラで歌うことが意図されている。
イギリスにおけるパートソングは、グリーの前身となる形式や、とりわけメンデルスゾーンの合唱音楽の影響下から出発し、次第にそれらと置き換わっていった。このことは、多くがグリークラブよりも大規模な団体であった19世紀の合唱協会の発達とも関係している。パートソングを初期に作曲したイギリスの作曲家にはリチャード・スティーヴンスやヘンリー・スマート、シェイクスピア作品への作曲で名声を得ていたマクファーレンなどがいる。20世紀への変わり目頃になるとパートソングは最盛期を迎え、パリー、スタンフォード、そしてエルガーが中心となり、同時代または過去の時代のイギリスの詩の傑作に対して厳粛な楽曲を付けた。さらに時代を下るとヴォーン・ウィリアムズ、バントック、バックス、ホルスト、ブリテンなどがこのジャンルに主要な作品を遺している。パートソングの発展は形式的な複雑さが増したこと、対位法的要素を含むようになったことによって特徴付けられている。
イングランド、スコットランド、ウェールズ、アイルランドの伝統的な民謡を現代において編曲するのに際して、パートソングの要素をうまく利用した例も見受けられる。

## 主要曲
- Ye spotted snakes - シェイクスピア詩、リチャード・スティーヴンス作曲
- Orpheus with his lute - シェイクスピア詩、マクファーレン作曲
- The Long Day Closes - ヘンリー・チョーリー（英語版）詩、アーサー・サリヴァン作曲
- Lay a garland - ロバート・ルーカス・ピアサル
- O wild west wind - パーシー・ビッシュ・シェリー詩、エルガー作曲
- Three Shakespeare Songs - シェイクスピア詩、ヴォーン・ウィリアムズ作曲
- Loch Lomond - スコットランド伝統歌謡、ヴォーン・ウィリアムズ編曲